# Чортков
Чортко́в (укр. Чорткі́в, до 9 августа 1944 года — Чертков) — город в Тернопольской области Украины. Административный центр Чортковского района и Чортковской городской общины. Численность населения города, на 2024 год, составляет около 28 тысяч человек. По переписи 2001 года более 95 % населения составляли украинцы, национальные меньшинства — русские, поляки, белорусы, молдоване, татары и другие. Расстояние до Тернополя — 70 км.

## Географическое положение
Расположен на берегах реки Серет в южной части Тернопольской области.

## Население
По состоянию на 1 декабря 2020 года численность населения составляла 28 414 человек.

### Языковой состав
Родной язык населения по данным переписи 2001 года:
| Язык       | Численность, чел. | Доля     |
| ---------- | ----------------- | -------- |
| Украинский | 27 773            | 96,25 %  |
| Русский    | 999               | 3,46 %   |
| Другое     | 83                | 0,29 %   |
| Итого      | 28 855            | 100,00 % |

## История
Здесь обнаружены археологические памятники среднего палеолита, трипольской культуры, поселения древних славян.
Известен с 1522 года.
В 1533 году король Сигизмунд I разрешил И. Чартковскому поднять с. Чартковице до уровня города и предоставил ему магдебургское право. В 1560 Чертков получил Магдебургское право и герб города.
В начале XVII века владельцы Черткова Гольские построили замок из камня и кирпича.
В 1604 году владелец Черткова С. Гольский получил привилегию на проведение 2-х ярмарок и торгов в воскресенье. Впоследствии Чертков — собственность Потоцких, от конца XVIII века — Садовских, которые сдали его в аренду австрийскому правительству.
В 1524 и 1549 годах Чертков претерпел ряд значительных разрушений от нападений турецко-татарских завоевателей.
Во время восстания Хмельницкого Чертков был одним из центров восстания. Осенью 1655 года казацкие полки захватили его и взяли в плен Брацлавского воеводу П. Потоцкого.
В 1672—1683 годах Чертков — под властью Османской империи, замок — резиденция турецкого субпаши Чертковский нахии Подольского пашалику. По условиям Карловского конгресса (1698—1699) 16 января 1699 года Чертков передан Речи Посполитой.

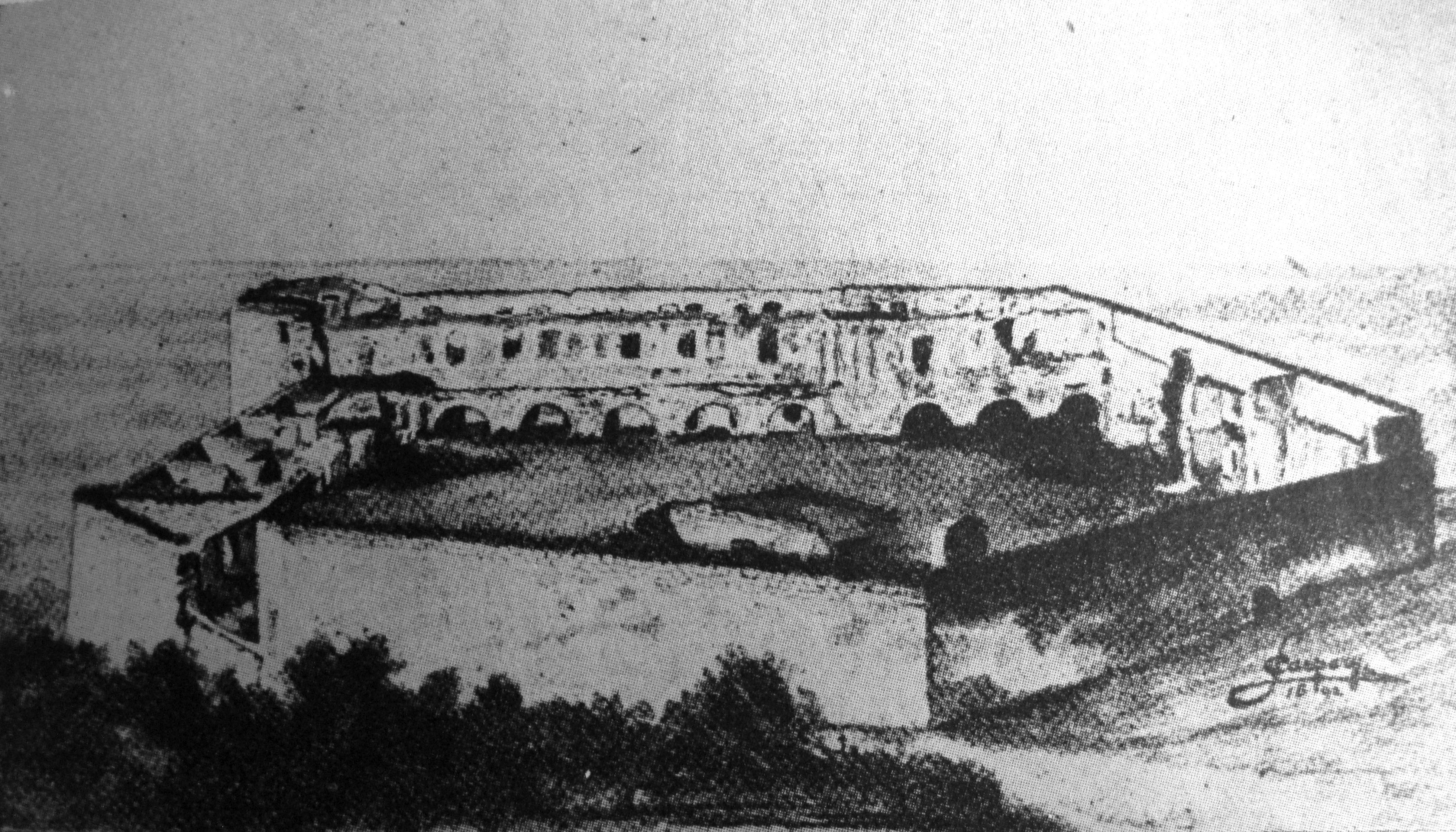
Чортковский замок, 1892 год

По итогу первого раздела Речи Посполитой в 1772 году Чертков принадлежал Австрии (Залещицкий, впоследствии Чортковский округа); 1809—1815 — Российской империи как один из городов Чортковского округа Тарнопольского края. С 1867 — центр уезда.
В 1880 году в здесь работали кирпичный завод, масличные, мельница, фабрики сельскохозяйственных орудий, рома и ликеров. В 1897 году через Чертков была проложена железная дорога Тернополь — Станиславов (ныне Ивано-Франковск).

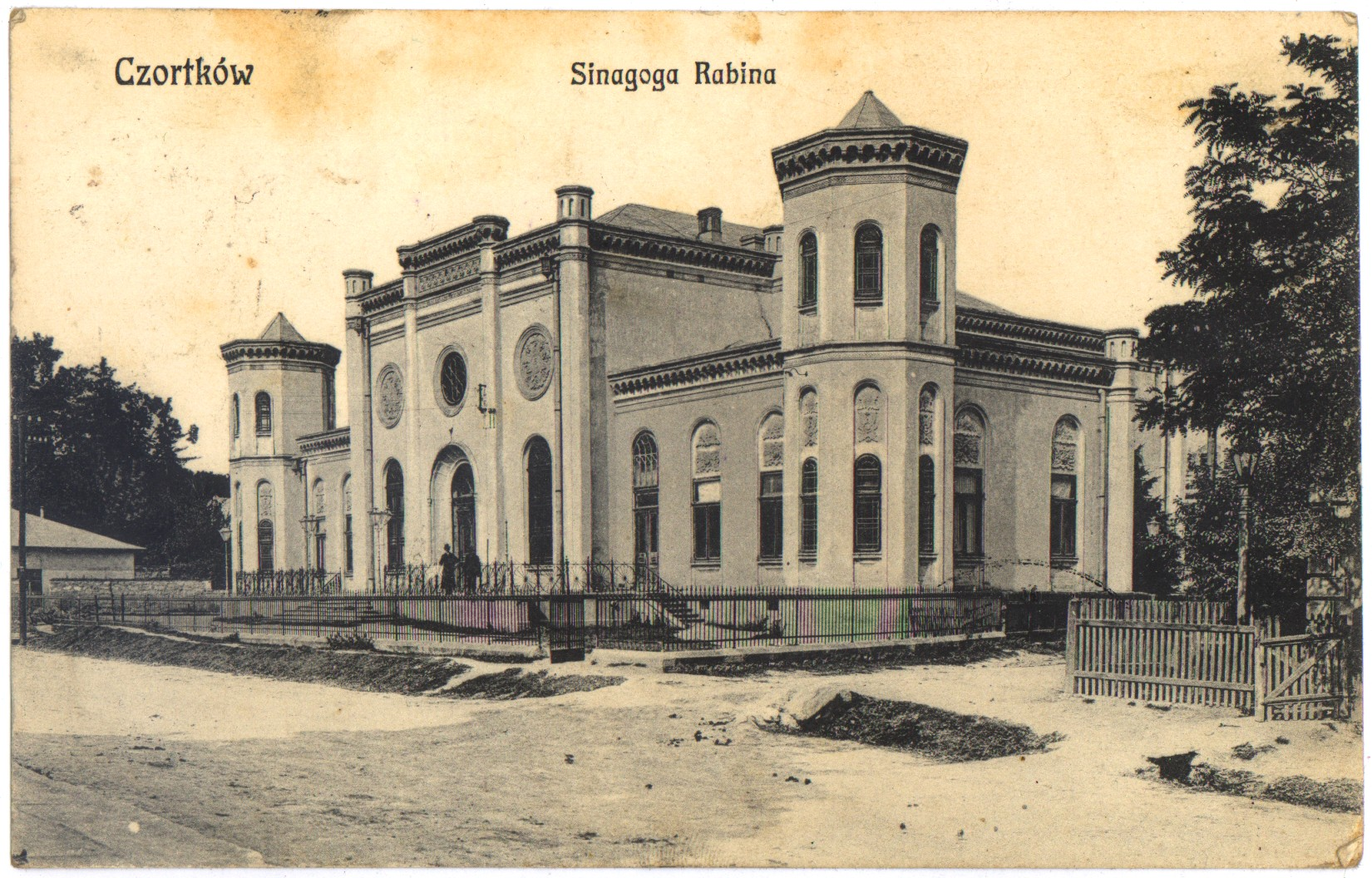
Синагога Рабина, 1912 год

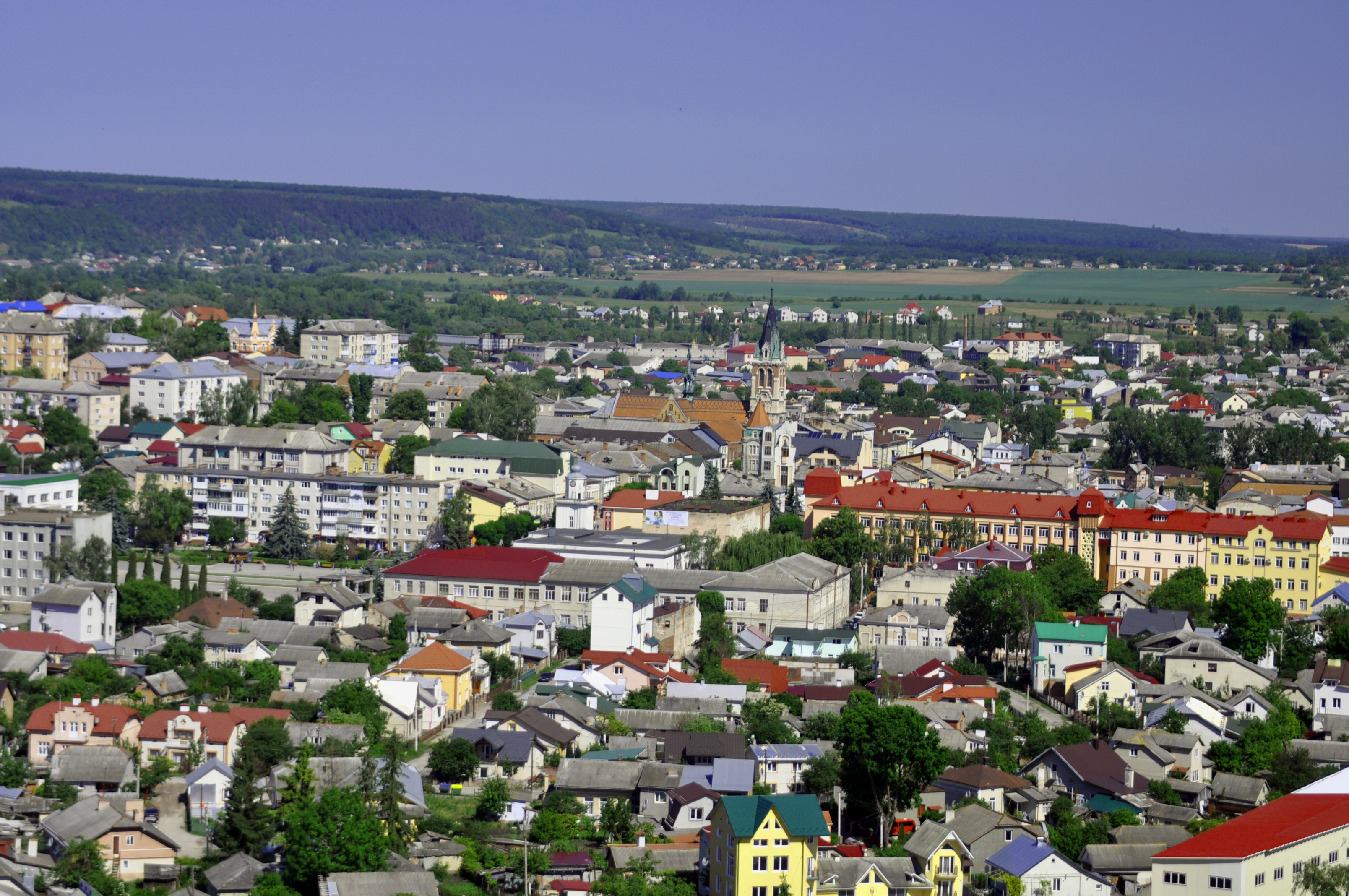
Панорама города

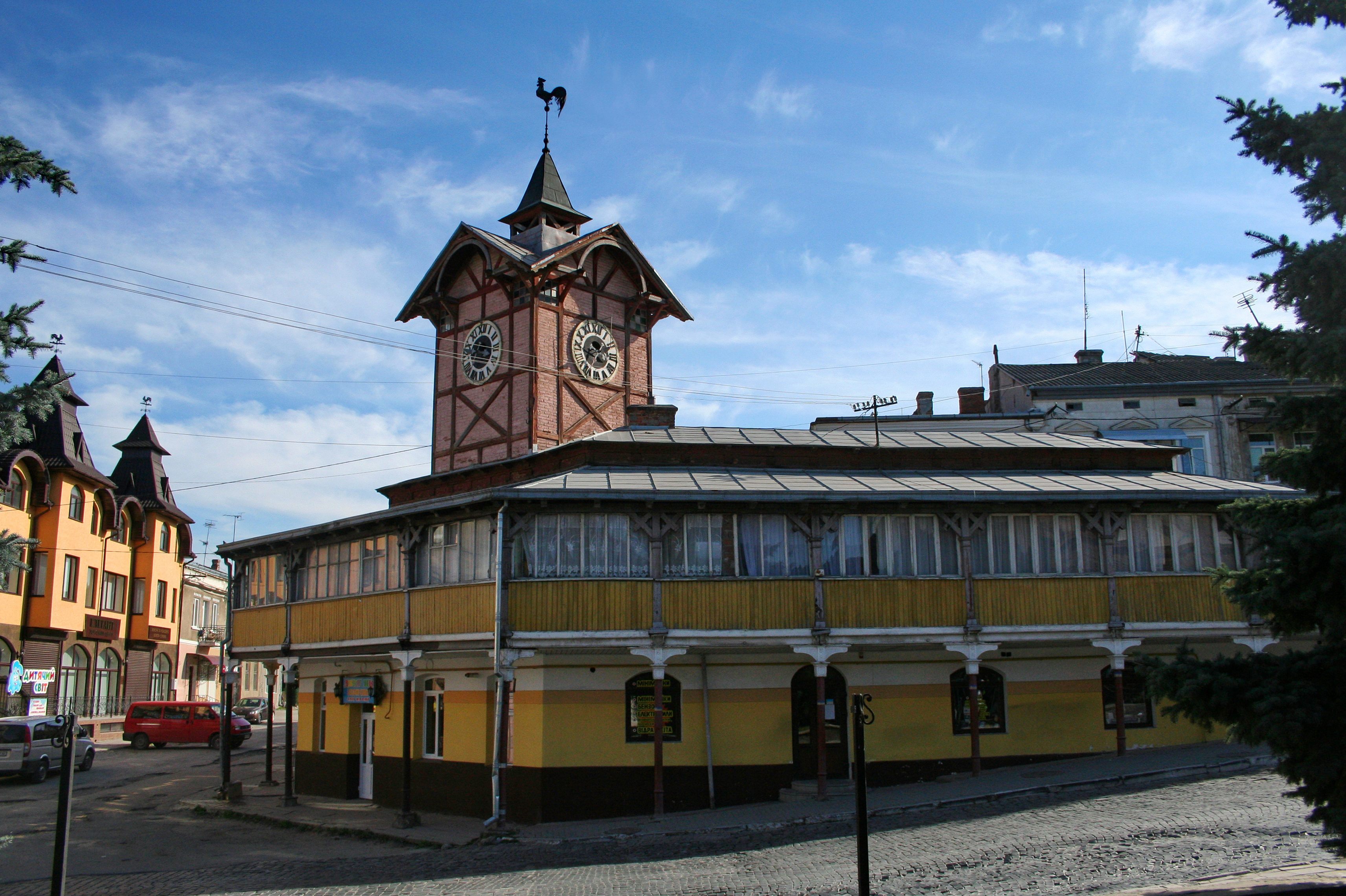
Старая ратуша

В начале 1914 года началась передислокация австро-венгерских частей к русской границе, при этом в район Черткова был передислоцирован 11-й гусарский полк австро-венгерской армии. Во время первой мировой войны с августа 1914 по июль 1917 года в городе находились русские войска.
Июнь 1919 года — происходит Чортковское наступление. В июле 1919 года в Черткове располагалась канцелярия президента ЗУНР Евгения Петрушевича, сюда приезжал на переговоры Симон Петлюра.

Действовали «Просвита», «Сич», «Сокол», «Луг», «Сельский хозяин», «Союз украинок», «Родная школа» и другие общества, окружной союз кооператив.
После начала Второй мировой войны в сентябре 1939 года Чортков был занят Красной армией в ходе присоединения Западной Украины к СССР и в 1939 году получил статус города.
Также, в 1939 году здесь началось издание местной газеты.
В январе 1940 года было подавлено антисоветское выступление, организованное польскими и украинскими подпольщиками.
28 июня — 2 июля 1941 года проводилась эвакуация Чертковской тюрьмы НКВД. 500 заключённых было вывезено по железной дороге, 954 были этапированы пешим порядком в Умань, из них в пути было расстреляно 123 человека, в Умани 767 человек расстреляно, 33 освобождены, 31 оставлен в тюрьме Умани.
6 июля 1941 года в ходе немецкого наступления Чертков был оккупирован германскими войсками. После этого местные коллаборационисты при содействии немцев учинили погром и убили 300 евреев. В марте 1942 года было создано гетто, куда переселили всех евреев — 6800 человек. С лета 1942-го по ноябрь 1943 года проходили акции массового уничтожения евреев. Две группы евреев под руководством Реувена Розенберга и Меира Вассермана бежали в лес и погибли в вооружённой борьбе с нацистами. До момента освобождения Красной армией 23 марта 1944 года дожило около ста евреев Чорткова.
23 марта 1944 года освобождён от оккупантов войсками 1-го Украинского фронта в ходе Проскуровско-Черновицкой операции:
- 1-й танковой армии в составе: 8-го гвардейского механизированного корпуса (генерал-майор Дрёмов, Иван Фёдорович) в составе: 20-й гвардейской механизированной бригады (полковник Бабаджанян, Амазасп Хачатурович), 1-й гвардейской танковой бригады (полковник Горелов, Владимир Михайлович).

Войскам, участвовавшим в прорыве обороны противника, в ходе которого были освобождены г. Чертков и другие города, приказом Верховного Главнокомандующего И. В. Сталина от 24 марта 1944 года объявлена благодарность и в столице СССР г. Москве дан салют двадцатью артиллерийскими залпами из 224 орудий.
Приказом Верховного Главнокомандующего И. В. Сталина от 3.04.1944 года № 078 в ознаменование одержанной победы соединения, отличившиеся в боях за освобождение города Черткова, получили наименование «Чертковских»:,
- 1-я гвардейская танковая бригада (полковник Горелов, Владимир Михайлович).
- 40-я гвардейская танковая бригада (подполковник Кошелев, Иван Андреевич).[18],

Из-за того, что областной центр Тернопольской области, город Тернополь, в результате ожесточённых боёв был почти полностью разрушен, в Черткове в 1944—1946 годах находились некоторые областные учреждения и организации.
В 1974 году численность населения составляла двадцать две тысячи человек, здесь действовали несколько предприятий по обслуживанию железнодорожного транспорта, ремонтный завод, сахарный завод, сыродельный завод, водочный завод, мясокомбинат, хлебокомбинат, швейная фабрика, перо-пуховая фабрика и исторический музей.
В январе 1989 года численность населения составляла 26 681 человек, основой экономики в это время являлись предприятия лёгкой и пищевой промышленности.
В мае 1995 года Кабинет министров Украины утвердил решение о приватизации находившихся в городе АТП-1909, АТП-16142, кондитерской фабрики, ремонтно-механического завода, мясокомбината и сыродельного завода, в июле 1995 года было утверждено решение о приватизации находившихся здесь птицеводческого хозяйства и совхоза.
В 1998 году было возбуждено дело о банкротстве кондитерской фабрики.
11 июня 2022 года в ходе Российского вторжения на Украину российские войска нанесли ракетный удар по городу.

## Транспорт
Железнодорожная станция. Через Чортков пролегают автодороги М19 E85 Тернополь — Черновцы и Т2001 Бучач — Скала-Подольская до Каменец-Подольский Р48.

## Достопримечательности
- Чортковский замок XVII века

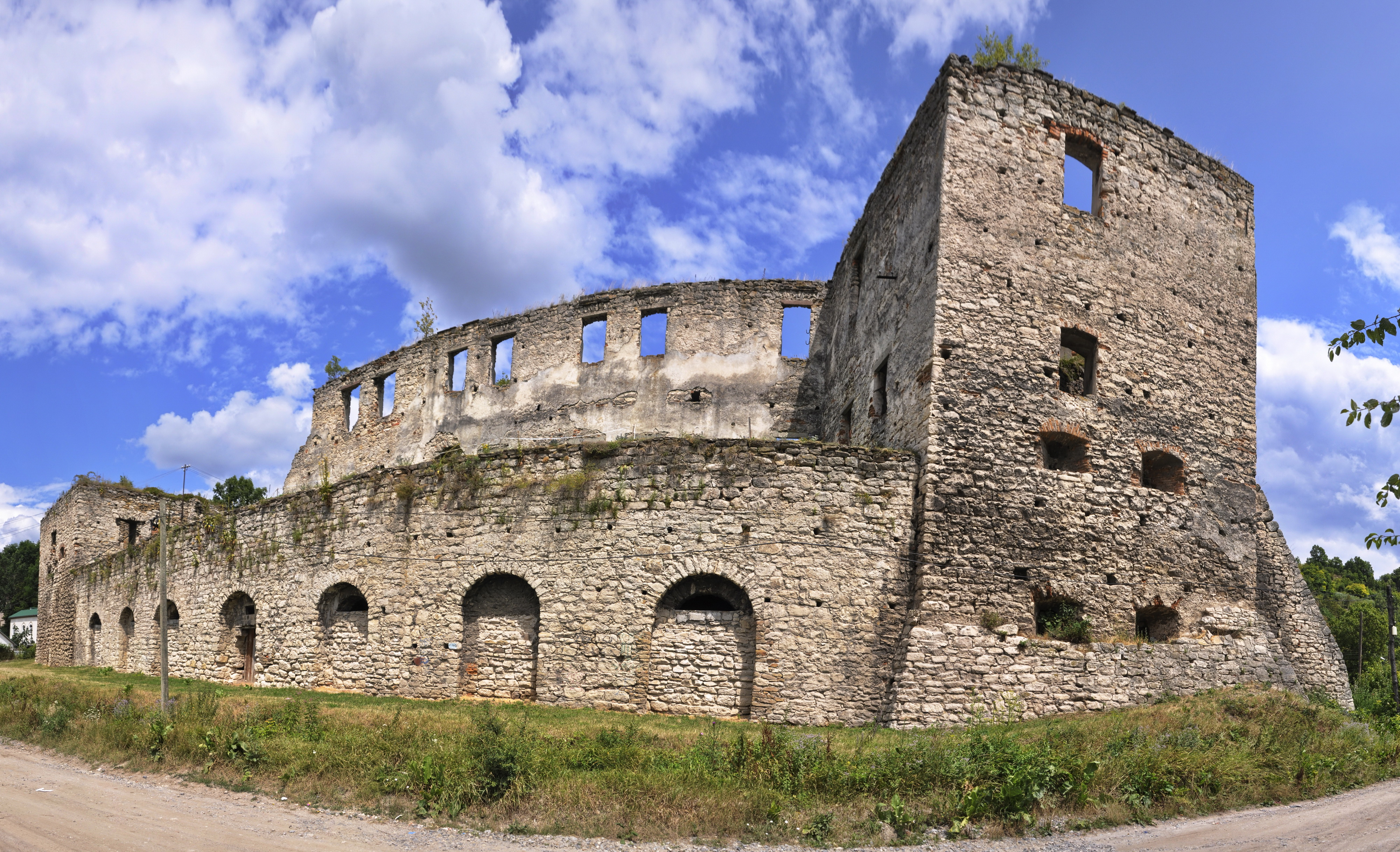
Чортковский замок XVII века

- Деревянные церкви XVII и XVIII веков.
- Исторический музей
- Католический костёл св. Станислава 1731 года постройки (доминиканцы)
- Чортковская ратуша с часовой башней
- Покровская церковь 1905 г.
- Синагога 1905 г.
- Торговые ряды XIX века
- Сооружения бывших синагог «Главной» и «Новой».

## Галерея
|                    |              |              |                      |              |
| Покровская церковь | Дом Культуры | Новая ратуша | Вознесенская церковь | Улица города |

|                       |                       |                                            |                                  |                      |
| Костел Св. Станислава | Бывший Дворец юстиции | Руины Чортковского замка и полковой церкви | Кафедральный собор Петра и Павла | Вознесенская церковь |

## Города-побратимы
- Бад-Зоден-Зальмюнстер (Германия)[25]
- Безье (Франция)[26]

## Известные люди
- Здесь родился Багрий, Андрей Петрович (род. 1968) — Заслуженный тренер Украины.
- Мирус, Борис Михайлович (1928—2021) — Народный артист Украины.